# E802
La ruta europea E802 és una carretera que forma part de la Xarxa de carreteres europees. Comença a Bragança (Portugal) i finalitza a Ourique (Portugal). Té una longitud de 590 km. Té una orientació de nord a sud.